# Awatef Ben Hassine
Pour les articles homonymes, voir Hassine.
Awatef Ben Hassine, née le 5 avril 1980, est une athlète tunisienne, spécialiste du sprint et des courses de haies.

## Carrière
Awatef Ben Hassine remporte l'or sur 400 mètres aux championnats d'Afrique juniors 1998. Aux championnats d'Afrique juniors 1999, Awatef Ben Hassine est médaillée d'or du 400 mètres et du relais 4 × 100 mètres et médaillée d'argent du 200 mètres. Aux Jeux panarabes de 1999, elle est médaillée d'or du 400 mètres et médaillée de bronze du 200 mètres.
Elle est éliminée au premier tour du 400 mètres féminin aux Jeux olympiques d'été de 2000.
Elle est médaillée de bronze du 400 mètres aux Jeux méditerranéens de 2001 et aux championnats d'Afrique 2002. Aux Jeux mondiaux militaires de 2002, elle obtient une médaille d'or sur 400 mètres et le bronze sur 200 mètres.
Elle est également médaillée d'or du 400 mètres et du 400 mètres haies aux championnats panarabes 2001 et médaillée d'or du 400 mètres aux Jeux mondiaux militaires d'été de 2003.